# FIDE Chess Grand Swiss
A FIDE Chess Grand Swiss 2019-től a sakkvilágbajnokság egyik kvalifikációs versenye, amelynek 2019-ben az első, 2021-től az első két helyezettje jogosultságot szerez a világbajnokjelöltek versenyén való részvételre. 2021-től a nők számára is megrendezik, amely versenyből 2021-ben az első, 2023-tól az első két helyezett kvalifikálja magát a női világbajnokság világbajnokjelöltek versenyére.
A versenyt 11 fordulós svájci rendszerben rendezik, amelyre a nyílt versenyre 2019-ben 154, 2021-től 114, a női versenyre 50 sakkozót hívnak meg.
A sakkvilágbajnoki ciklus új versenyéről a Nemzetközi Sakkszövetség (FIDE) 2019 áprilisában döntött.

## A résztvevők

### Nyílt verseny
A nyílt versenyre a résztvevők meghívása 2019-ben az alábbi kritériumok alapján történt. Meghívásra került:
- az előző 12 hónapos átlag Élő-pontszáma alapján a világranglista első 100 helyezettje;
- a regnáló női sakkvilágbajnok;
- a legutóbbi U20 korosztályos junior sakkvilágbajnokság győztese;
- a legutóbbi senior 50+ sakkvilágbajnokság első helyezettje;.
- a legutóbbi senior 65+ sakkvilágbajnokság első helyezettje;
- a kontinensbajnokságokról 12 versenyző (Európa – 5, Ázsia – 3, Amerika – 3, Afrika –1);
- az ACP Tour versenysorozatán kvalifikációt szerző versenyző;
- három szabadkártyát a FIDE elnök osztott ki.

2021-ben és 2023-ban a versenyzők meghívása a következőképpen történt:
- Meghívásra került a 2020. július – 2021. június közötti átlag-Élő-pontszáma, illetve a 2023. júniusi Élő-pontszáma alapján a világranglista első 100 helyezettje.
- A 2020-as női sakkvilágbajnokság győztese (Csü Ven-csün).
- Négy szabadkártyás, akit a négy kontinens elnöke hívott meg.
- Négy szabadkártyát a FIDE elnöke osztott ki.
- A rendező által meghívott öt versenyző (2021-ben ezek közül kettő helyi játékos, egy pedig online versenyen szerzett kvalifikációt).

### Női verseny
A női versenyre 50 résztvevőt hívtak meg az alábbi kritériumok figyelembe vételével:
- Meghívásra került a 2020. július – 2021. június közötti átlag-Élő-pontszáma, illetve a 2023. júniusi Élő-pontszáma alapján a világranglista első 40 helyezettje.
- Négy szabadkártyás, akit a négy kontinens elnöke hívott meg.
- 2021-ben három, 2023-ban négy szabadkártyát a FIDE elnöke osztott ki.
- A rendező által meghívott versenyzők (2021-ben három fő, akik közül egy online versenyen szerzett kvalifikációt, 2023-ban 2 fő).

## A versenyszabályok
Az egyes játszmákban a versenyzők 100–100 percet kapnak az első 40 lépés megtételére, majd további 50–50 percet a következő 20 lépésre. Ha ez idő alatt a játszma nem fejeződik be, akkor a játszma befejezéséhez további 15–15 percet kapnak. Az első lépéstől kezdve 30 másodperc többletidőhöz jutnak. Az időt a megfelelően beprogramozott elektronikus sakkórával mérik.
A mérkőző felek nem egyezhetnek meg döntetlenben a 30. lépéspárt megelőzően, csak a versenybíró engedélyével, abban az esetben, ha a táblán háromszori lépésismétlés következett be.
Az egyes játszmáknál 15 perc késés engedélyezett, amely idő alatt az órája jár. Az ennél többet késő versenyzőt az adott fordulóban vesztesnek nyilvánítják.
Szigorú szabályokat írtak elő az öltözködésre. Eszerint nem megengedett a versenyteremben a T-shirt, a farmer, a baseball-sapka, a short használata. A nemzeti és tradicionális mez viselését a versenybíróságnak kell engedélyeznie.
A versenyszabályok ellen vétőket pénzbírsággal sújthatják; sorozatos szabályszegés esetén a versenyből kizárás, illetve a sakkvilágbajnoki versenysorozaton való részvételtől eltiltás következhet.

## A holtverseny eldöntése
Két vagy több versenyző holtversenye esetén a helyezéseket az alábbiak szerint döntik el:
1. Az ellenfelek átlagos Élő-pontszáma
2. A Buchholz-számítás eredménye, a leggyengébb ellenfél pontszámának figyelembe vétele nélkül (Cut 1)
3. A Buchholz-számítás eredménye az összes ellenfél pontszámának figyelembe véteével
4. A holtversenyben levők egymás elleni eredménye
5. Sorsolás

## A díjazás

### Nyílt verseny
A nyílt versenyen a FIDE által előírt minimális díjazás 400 000 dollár.
A versenyen elért eredmény alapján elosztásra kerülő pénzdíjazás:
| Helyezés          | Díjazás (US$) | Díjazás (US$) | Díjazás (US$) |
| Helyezés          | 2019          | 2021          | 2023          |
| ----------------- | ------------- | ------------- | ------------- |
| 1. helyezett      | 70 000        | 70 000        | 80 000        |
| 2. helyezett      | 50 000        | 50 000        | 60 000        |
| 3. helyezett      | 40 000        | 40 000        | 40 000        |
| 4. helyezett      | 35 000        | 35 000        | 35 000        |
| 5. helyezett      | 30 000        | 30 000        | 30 000        |
| 6. helyezett      | 25 000        | 25 000        | 25 000        |
| 7. helyezett      | 20 000        | 20 000        | 20 000        |
| 8. helyezett      | 16 000        | 17 000        | 18 000        |
| 9. helyezett      | 13 000        | 14 000        | 15 000        |
| 10. helyezett     | 11 000        | 11 500        | 12 500        |
| 11–15. helyezett* | 8000          | 8000          | 8000          |
| 16–20. helyezett* | 5000          | 5000          | 5000          |
| 21–25. helyezett* | 3000          | 3000          | 3000          |
| 26–30. helyezett* | 2000          | 2500          | 2500          |
| 31–40. helyezett* |               | 2000          | 2000          |
| 41–46. helyezett* |               |               | 2000          |

* A megadott díj fejenként értendő a helyezettek között.
A díjon felül az 1. helyezett (2021-től az 1. és 2. helyezett) jogosultságot szerez az esedékes sakkvilágbajnoki ciklusban megrendezésre kerülő világbajnokjelöltek versenyén való részvételre. Amennyiben a kvalifikációt szerzett versenyzők közül egy vagy mindkettő más módon már biztosította részvételét, úgy a helyezésben soron következő versenyző(k) szerzi(k) meg a jogot. Az összesítésben előálló holtverseny esetén az érintett versenyzők között a díjak megosztásra kerülnek, a helyezések azonban a holtversenyszámítás szabályai szerint meghatározásra kerülnek.
A rendező jogosult a fentiektől eltérő (magasabb) díjazás biztosítására, valamint a fentieken felül különböző szempontok szerinti különdíjak kiosztására.

### Női verseny
A női versenyen a FIDE által előírt minimális díjazás 125 000 dollár.
A versenyen elért eredmény alapján elosztásra kerülő pénzdíjazás:
| Helyezés          | Díjazás (US$) | Díjazás (US$) |
| Helyezés          | 2021          | 2023          |
| ----------------- | ------------- | ------------- |
| 1. helyezett      | 20 000        | 25 000        |
| 2. helyezett      | 16 500        | 17 500        |
| 3. helyezett      | 14 000        | 15 000        |
| 4. helyezett      | 12 000        | 13 000        |
| 5. helyezett      | 10 000        | 11 000        |
| 6. helyezett      | 8000          | 8000          |
| 7. helyezett      | 7000          | 7000          |
| 8. helyezett      | 6000          | 6000          |
| 9. helyezett      | 5000          | 5000          |
| 10. helyezett     | 4000          | 4000          |
| 11–15. helyezett* | 2500          | 2500          |
| 16–20. helyezett* | 2000          | 2000          |
| 21–23. helyezett  |               | 2000          |

* A megadott díj fejenként értendő a helyezettek között.
A díjon felül az 1. helyezett jogosultságot szerez az esedékes sakkvilágbajnoki ciklusban megrendezésre kerülő női világbajnokjelöltek versenyén való részvételre. Amennyiben a kvalifikációt szerzett versenyző más módon már biztosította részvételét, úgy a helyezésben soron következő versenyző szerzi meg a jogot. Az összesítésben előálló holtverseny esetén az érintett versenyzők között a díjak megosztásra kerülnek, a helyezések azonban a holtversenyszámítás szabályai szerint meghatározásra kerülnek.
A rendező jogosult a fentiektől eltérő (magasabb) díjazás biztosítására, valamint a fentieken felül különböző szempontok szerinti különdíjak kiosztására.

## A versenyek

### Nyílt verseny
| Év   | Helyszín            | Játékosok száma | 1. helyezett                       | 2. helyezett                       | 3. helyezett                      |
| ---- | ------------------- | --------------- | ---------------------------------- | ---------------------------------- | --------------------------------- |
| 2019 | Man-sziget, Santon  | 154             | Vang Hao (Kína)                    | Fabiano Caruana (Egyesült Államok) | Kirill Alekszejenko (Oroszország) |
| 2021 | Lettország, Riga    | 108             | Ali-Reza Firuzdzsá (Franciaország) | Fabiano Caruana (Egyesült Államok) | Grigorij Oparin (Oroszország)     |
| 2023 | Man-sziget, Douglas | 114             | Vidit Szantos Guzsrátí (India)     | Nakamura Hikaru (Egyesült Államok) | Andrej Jeszipenko (FIDE)          |

### Női verseny
| Év   | Helyszín            | Játékosok száma | 1. helyezett              | 2. helyezett                  | 3. helyezett        |
| ---- | ------------------- | --------------- | ------------------------- | ----------------------------- | ------------------- |
| 2021 | Lettország, Riga    | 50              | Lej Ting-csie (Kína)      | Elisabeth Pähtz (Németország) | Csu Csin-er (Kína)  |
| 2023 | Man-sziget, Douglas | 50              | Ramésbábú Vaisálí (India) | Anna Muzicsuk (Ukrajna)       | Tan Csung-ji (Kína) |